# Valga, Estonia
Valga (în germană Walk) este un oraș din sudul Estoniei și capitala comitatului Valga. Până la separarea lor în 1920, Valga și orașul Valka din nordul Letoniei au format un singur oraș. Acum sunt orașe gemene. Suprafața orașului Valga este de 16,5 km², iar cea a orașului Valka este de 14,2 km². Populațiile lor sunt de 12.261 de locuitori și, respectiv, 6.164 de locuitori. La 21 decembrie 2007, toate punctele de trecere a frontierei și gardurile au fost înlăturate, iar drumurile de acces au fost deschise între cele două țări, ambele țări intrând în spațiul Schengen.

## Localizare și transport
Distanța până la Tartu este de 89 km, până la Pärnu  este de 144 km, până la Tallinn  este de 245 km, până la Riga este de 175 km, iar până la Pskov este de 170 km.
Valga este situată la intersecția drumurilor rutiere și a căilor ferate. Calea ferată Hummuli - Tartu - Riga este conectată prin Tapa cu linia principală Tallinn - Narva - Sankt Petersburg. După închiderea din luna aprilie 2008 pentru lucrări de reparații extinse, serviciile feroviare ale companiei Edelaraudtee din alte zone ale Estoniei până la Valga au fost redeschise în ianuarie 2010.
De la 1 ianuarie 2014, toate serviciile de trenuri interne din Estonia sunt operate de Elron, care operează trei curse pe zi de la Valga la Tartu. Călătoriile au loc fie către Tallinn, fie printr-o conexiune disponibilă la Tartu. Călătoria către Tartu durează aproximativ o oră și 15 minute.
Valga este, de asemenea, un nod feroviar internațional; din aprilie 2008, trei trenuri zilnice operate de Pasažieru Vilciens din Riga, care se terminau anterior la Lugaži, au fost extinse peste graniță până la Valga. Durata călătoriei până la Riga este între 3 ore și 12 minute și 3 ore și 30 de minute.
Odată cu extinderea Acordului Schengen și cu abolirea controalelor sistematice la frontieră între Estonia și Letonia, s-a anunțat că va fi lansat transportul public comun cu autobuzul între Valga și Valka.
În timpul Războiului Rece, la Valga s-a aflat o bază aeriană sovietică. Aceasta a fost transformată în mare parte în teren agricol.

## Cartierele din Valga
În Valga se află șase cartiere (linnaosa):
- Kesklinn
- Laatsi
- Pilpaküla
- Puraküla
- Kapsamõisa (Raudteetaguse)
- Tambre.[8]

## Activitate
Din 1944, un ziar local, Valgamaalane, a fost publicat (de 3 ori pe săptămână). Din 2003, a apărut și un ziar local „Walk” (în limba rusă). Există, de asemenea, un birou de corespondență locală al Televiziunii Estoniene ETV (Eesti Televisioon) și un radio local - „Raadio Ruut”.
Valga a încheiat mai multe acorduri de cooperare. Cel mai recent este un acord (din anul 1995) cu orașul vecin Valka. Există, de asemenea, acorduri de cooperare cu Oakland, Maryland (din SUA) și cu comuna Östhammar (din Suedia). Există relații de prietenie pe termen lung cu comuna Hallsberg din Suedia și orașele Lübz din Germania și Tornio din Finlanda.
Valga se dezvoltă rapid. Din 1996, calitatea vieții populației s-a îmbunătățit datorită renovării mai multor clădiri, inclusiv Biblioteca Centrală, Stadionul Valga, Muzeul, Spitalul Valga și Centrul de Cultură. Pas cu pas, școlile și grădinițele sunt, de asemenea, în curs de modernizare. Din 2003, o nouă stație de tratare a apei a îmbunătățit calitatea apei în oraș.
În sectorul privat, au existat investiții ample în comerț, industria ușoară și silvicultură.

## Populație

### Demografie
Demografia orașului Valga din 1881 până în prezent este următoarea:
| An        | 1881  | 1897   | 1922  | 1934   | 1959   | 1970   | 1979   | 1989   | 2000   | 2011   | 2017   |
| --------- | ----- | ------ | ----- | ------ | ------ | ------ | ------ | ------ | ------ | ------ | ------ |
| Populație | 4.200 | 10.900 | 9.500 | 10.800 | 13.300 | 17.000 | 18.500 | 17.700 | 14.323 | 12.261 | 12.452 |

### Grupuri etnice
În Valga locuiesc următoarele grupuri etnice conform recensământului din 2000 și din 2011: 
| Naționalitate | Recensământul din 2000 | Recensământul din 2000 | Recensământul din 2011 | Recensământul din 2011 |
| Naționalitate | Număr                  | %                      | Număr                  | %                      |
| ------------- | ---------------------- | ---------------------- | ---------------------- | ---------------------- |
| Estoni        | 8.970                  | 62,63                  | 7.886                  | 64,32                  |
| Ruși          | 3.913                  | 27,32                  | 3.224                  | 26,30                  |
| Ucraineni     | 421                    | 2,94                   | 386                    | 3.15                   |
| Letoni        | 334                    | 2.33                   | 262                    | 2.14                   |
| Belarusi      | 211                    | 1,47                   | 156                    | 1.27                   |
| Total         | 14.323                 | 14.323                 | 12.261                 | 12.261                 |

### Limbi
| Limba      | Recensământul din 2000 | Recensământul din 2000 | Recensământul din 2011 | Recensământul din 2011 |
| Limba      | Număr                  | %                      | Număr                  | %                      |
| ---------- | ---------------------- | ---------------------- | ---------------------- | ---------------------- |
| Estonă     | 8.772                  | 61,24                  | 7.573                  | 61,77                  |
| Rusă       | 4.744                  | 33.12                  | 4.113                  | 33,55                  |
| Letonă     | 259                    | 1.81                   | 191                    | 1,56                   |
| Ucraineană | 192                    | 1.34                   | 159                    | 1.30                   |
| Bielorusă  | 75                     | 0,52                   | 23                     | 0,19                   |
| Total      | 14.323                 | 14.323                 | 12.261                 | 12.261                 |

## Sport

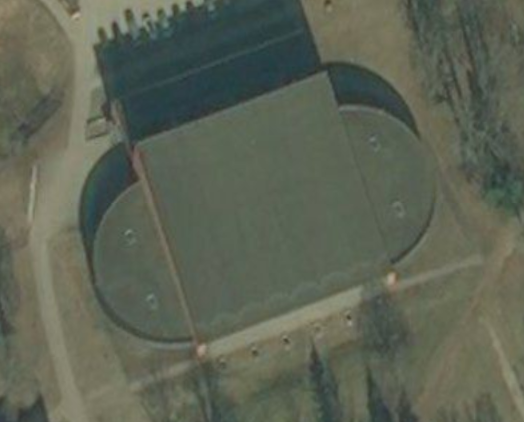
Sala Sporturilor din Valga (Valga Spordihoone)

Valga găzduiește câteva echipe sportive estone notabile.
FC Warrior Valga este un club de fotbal care joacă în prezent în III liiga sud. Clubul din Valga a jucat în Meistriliiga în 2003–2006 ca FC Valga.
BC Valga-Valka/Maks & Moorits este un club de baschet care a fost fondat în 2001 și care joacă în prezent în Korvpalli Meistriliiga (KML), liga de top din Estonia, și în Liga Baltică de Baschet. Între 2001–2015 s-a numit  Valga KK, din 2015 BC Valga-Valka, ca echipă a ambelor orașe. Sala Sporturilor din Valga (Valga Spordihoone) care îi găzduiește partidele de baschet se află la adresa strada Kungla 31, Valga, Estonia și are o capacitate de 561 de locuri. Din 2015 până în 2018, echipa a concurat în mod unic atât în ligile de top interne din Estonia, cât și din Letonia.

## Climat
Valga se află în zona temperată a climatului continental umed.
| Date climatice pentru Valga (extremele din 1981–2010) | Date climatice pentru Valga (extremele din 1981–2010) | Date climatice pentru Valga (extremele din 1981–2010) | Date climatice pentru Valga (extremele din 1981–2010) | Date climatice pentru Valga (extremele din 1981–2010) | Date climatice pentru Valga (extremele din 1981–2010) | Date climatice pentru Valga (extremele din 1981–2010) | Date climatice pentru Valga (extremele din 1981–2010) | Date climatice pentru Valga (extremele din 1981–2010) | Date climatice pentru Valga (extremele din 1981–2010) | Date climatice pentru Valga (extremele din 1981–2010) | Date climatice pentru Valga (extremele din 1981–2010) | Date climatice pentru Valga (extremele din 1981–2010) | Date climatice pentru Valga (extremele din 1981–2010) |
| Luna                                                  | Ian                                                   | Feb                                                   | Mar                                                   | Apr                                                   | Mai                                                   | Iun                                                   | Iul                                                   | Aug                                                   | Sep                                                   | Oct                                                   | Nov                                                   | Dec                                                   | Anual                                                 |
| ----------------------------------------------------- | ----------------------------------------------------- | ----------------------------------------------------- | ----------------------------------------------------- | ----------------------------------------------------- | ----------------------------------------------------- | ----------------------------------------------------- | ----------------------------------------------------- | ----------------------------------------------------- | ----------------------------------------------------- | ----------------------------------------------------- | ----------------------------------------------------- | ----------------------------------------------------- | ----------------------------------------------------- |
| Minima istorică °C (°F)                               | −34.8 (−30.6)                                         | −35.6 (−32.1)                                         | −26.8 (−16.2)                                         | −11.1 (12)                                            | −5.6 (21,9)                                           | 0.1 (32,2)                                            | 3.1 (37,6)                                            | 1.8 (35,2)                                            | −5.5 (22,1)                                           | −14.4 (6,1)                                           | −21 (−6)                                              | −30.1 (−22.2)                                         | −35,6 (−32,1)                                         |
| Sursă: Estonian Weather Service                       |                                                       |                                                       |                                                       |                                                       |                                                       |                                                       |                                                       |                                                       |                                                       |                                                       |                                                       |                                                       |                                                       |

| Date climatice pentru Valga (extremele din 1971–2000) | Date climatice pentru Valga (extremele din 1971–2000) | Date climatice pentru Valga (extremele din 1971–2000) | Date climatice pentru Valga (extremele din 1971–2000) | Date climatice pentru Valga (extremele din 1971–2000) | Date climatice pentru Valga (extremele din 1971–2000) | Date climatice pentru Valga (extremele din 1971–2000) | Date climatice pentru Valga (extremele din 1971–2000) | Date climatice pentru Valga (extremele din 1971–2000) | Date climatice pentru Valga (extremele din 1971–2000) | Date climatice pentru Valga (extremele din 1971–2000) | Date climatice pentru Valga (extremele din 1971–2000) | Date climatice pentru Valga (extremele din 1971–2000) | Date climatice pentru Valga (extremele din 1971–2000) |
| Luna                                                  | Ian                                                   | Feb                                                   | Mar                                                   | Apr                                                   | Mai                                                   | Iun                                                   | Iul                                                   | Aug                                                   | Sep                                                   | Oct                                                   | Nov                                                   | Dec                                                   | Anual                                                 |
| ----------------------------------------------------- | ----------------------------------------------------- | ----------------------------------------------------- | ----------------------------------------------------- | ----------------------------------------------------- | ----------------------------------------------------- | ----------------------------------------------------- | ----------------------------------------------------- | ----------------------------------------------------- | ----------------------------------------------------- | ----------------------------------------------------- | ----------------------------------------------------- | ----------------------------------------------------- | ----------------------------------------------------- |
| Minima istorică °C (°F)                               | −38.5 (−37.3)                                         | −35.6 (−32.1)                                         | −26.8 (−16.2)                                         | −11.1 (12)                                            | −5.6 (21,9)                                           | −1.6 (29,1)                                           | 2.5 (36,5)                                            | 1.5 (34,7)                                            | −6.5 (20,3)                                           | −14 (6,8)                                             | −20.9 (−5.6)                                          | −40.5 (−40.9)                                         | −40,5 (−40,9)                                         |
| Sursă: Estonian Weather Service                       |                                                       |                                                       |                                                       |                                                       |                                                       |                                                       |                                                       |                                                       |                                                       |                                                       |                                                       |                                                       |                                                       |

## Istorie
O localitate numită Walk a fost menționată pentru prima dată în anul 1286.  Din 1419 a fost cetatea de scaun a unui landtag (organ reprezentativ) al confederației Terra Mariana (Livonia medievală).
În 1584 i s-au acordat aceleiași drepturi de oraș ca și Riga de către regele polono-lituanian Ștefan Báthory și a intrat sub stăpânirea poloneză. 
În 1626 partea estonă a intrat sub stăpânirea suedeză și aproximativ 100 de ani mai târziu, ambele orașe au devenit parte a Imperiului Rus. 
Cu toate acestea, orașul și-a câștigat importanța abia la sfârșitul secolului al XIX-lea, când seminarul de profesori al regiunii Vidzeme a funcționat aici și, de asemenea, a devenit un important nod feroviar. 
La 23 martie 1902 a fost ales primul primar eston din Valga: Johannes Märtson.
În 1903, Valga a devenit un important centru feroviar, datorită acestui lucru, populația din Valga a crescut rapid. Patru căi ferate treceau prin gara Valga: calea ferată cu ecartament larg Pskov-Valga-Riga, calea ferată cu ecartament larg Valga-Tartu, calea ferată cu ecartament îngust Valga - Ruhja - Pärnu și calea ferată cu ecartament îngust Valga - Mõniste - Ape - Aluksne - Gulbene.
În 1914, în Valga se aflau 5 întreprinderi industriale mai mari cu peste 20 de angajați, în total erau 700 de muncitori, din care 500 în ateliere feroviare. A fost construită o centrală electrică urbană cu o putere de 270 kW.
Valga a fost ocupată de Germania în ianuarie 1918, iar Estonia și-a declarat independența la 24 februarie. Mai târziu în același an, la 15 noiembrie, Letonia a făcut același lucru. 
La 31 ianuarie 1919 a avut loc Bătălia de la Paju, lângă Valga, în timpul Războiului de Independență al Estoniei împotriva sovieticilor. După lupte grele, grupul Tartu-Valga al armatei estone i-a împins pe pușcașii letoni sovietici afară din conacul Paju.  A fost cea mai acerbă luptă din perioada de început a războiului. Comandantul eston Julius Kuperjanov a căzut în luptă.
Dezacorduri între cele două țări cu privire la cui aparține Valga / Valka au apărut la scurt timp după ce Letonia și-a proclamat independența. Arbitrajul internațional condus de reprezentantul britanic, colonelul S. G. Tallents la 1 iulie 1920 a stabilit definitiv granița dintre Estonia și Letonia, inclusiv prin a da orașului Valga aproape întreg teritoriul construit al orașului Valka. Valka a primit doar Piața Lugazi și aproximativ 80 de clădiri din lemn. Conform înregistrărilor letone, aproximativ 2.500 de cetățeni letoni s-au mutat din partea estonă. Valga propriu-zisă până la cimitirul Konnaoja și Luke a rămas sub stăpânirea estonă. Ulterior au fost stabilite posturi de frontieră și cele două orașe au fost astfel împărțite timp de 21 de ani până la izbucnirea celui de-al doilea război mondial.
În 1934, în Valga se aflau 262 de evrei. În Tartu, a activat Uniunea de Ajutor Evreiesc, și unități de asistență socială au fost înființate și în Narva, Valga și Pärnu.
Ocupația germană a fost înlocuită în 1944 cu ocupația sovietică. În acești ani au existat doar granițele republicane și oamenii și bunurile au avut liberă circulație. Deoarece proprietatea funciară era oarecum mai ieftină în partea letonă, unii estoni au decis să treacă granița din acest motiv în timp ce alții cumpărau apartamente sau primeau un loc de muncă în republica vecină. În august / septembrie, independența țărilor baltice a avut o recunoaștere internațională și au fost stabilite noi posturi de frontieră conform graniței din 1920. Doar unele modificări minore au fost făcute în interiorul orașelor. Datorită numărului ridicat al șomerilor și a salariilor mici, majoritatea familiilor care se aflau de cealaltă parte a frontierei nu aveau bani pentru a se muta în patria lor, așa cum au făcut letonii cu 70 de ani mai devreme. Problemele zilnice cum ar fi să aștepți până la 2 ore la punctele de trecere a frontierei, problemele lingvistice la completarea formularelor oficiale și diferențele de prețuri în cele două țări au fost doar câteva dintre problemele majore. Uneori, trebuia să se aștepte până la o săptămână pentru a obține permisiunea pentru a transporta decedații peste granița orașului în patria lor pentru înmormântare. 
La 24 februarie 1989 primul drapel eston al perioadei de independență a fost arborat pe strada 12 Aia. La 24 mai 1992 baza armatei ruse din Valga a fost preluată, iar mai târziu a fost transformată într-un post de grăniceri. 
La 17 octombrie 1993  au avut loc primele alegeri libere ale consiliului municipal după restabilirea independenței. 
La 31 ianuarie 1994, la cea de-a 75-a aniversare a bătăliei de la Paju a fost deschis un memorial al acesteia.

## Relații internaționale

### Orașe gemene - Orașe surori
Valga, Estonia este înfrățită cu:
| - Durbuy, Belgia - Hallsberg, Suedia - Haparanda, Suedia - Tvrdošin, Slovacia | - Kobylnica, Polonia - Kościelisko, Polonia - Lübz, Germania - Weissenburg-Gunzenhausen, Germania | - Oakland, SUA - Orimattila, Finlanda - Tornio, Finlanda - Uusikaupunki, Finlanda | - Valka, Letonia - Östhammar, Suedia - Pskov, Rusia - Novoye Devyatkino, Rusia |

### Asociația City Twins
Valga este membru fondator al asociației City Twins, care a fost fondată în Imatra, Finlanda la 13 decembrie 2006. Pe lângă orașele surori, Valga are o cooperare prin intermediul asociației cu următoarele orașe: 
- Imatra, Finlanda
- Svetogorsk, Rusia
- Narva, Estonia
- Ivangorod, Rusia
- Görlitz, Germania
- Frankfurt (Oder), Germania
- Słubice, Polonia
- Cieszyn, Polonia

### Cooperare fără un acord formal
- Vejle, Danemarca
- Sátoraljaújhely, Ungaria